# Lingotière à bascule
La lingotière à bascule est un outil de bijoutier.
La lingotière est le moule en fonte, réglable, dans lequel sont coulés les lingots.

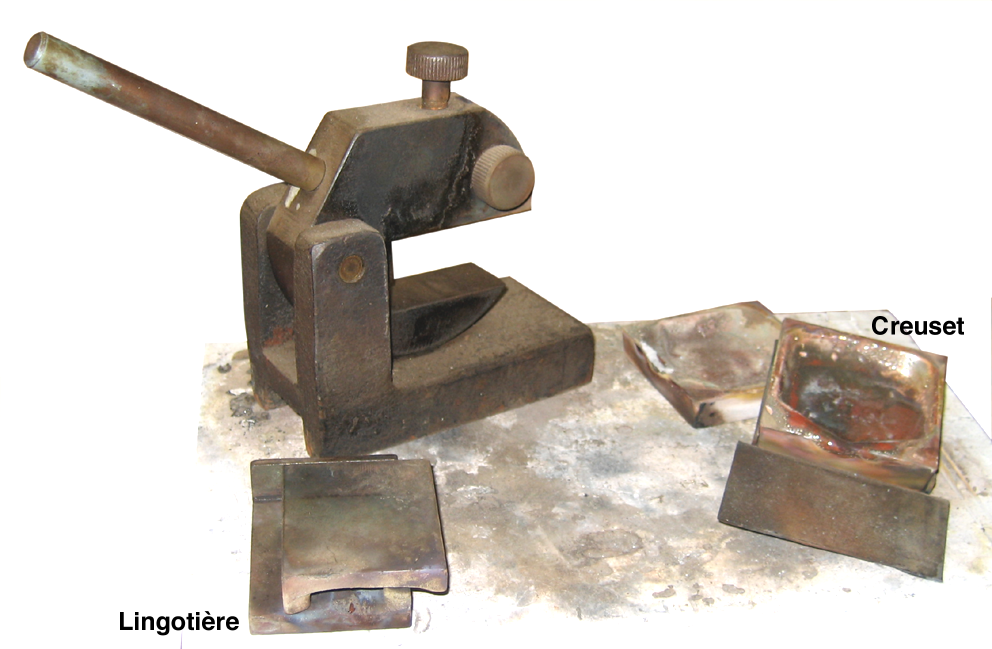
Lingotière à bascule, lingotière et creusets.

Le métal, additionné de borax afin d’en dégager les impuretés, est fondu à l'aide d'un chalumeau dans le creuset en brique réfractaire. Le creuset fixé sur la lingotière est amené en position verticale et le métal en fusion se déverse dans la lingotière.

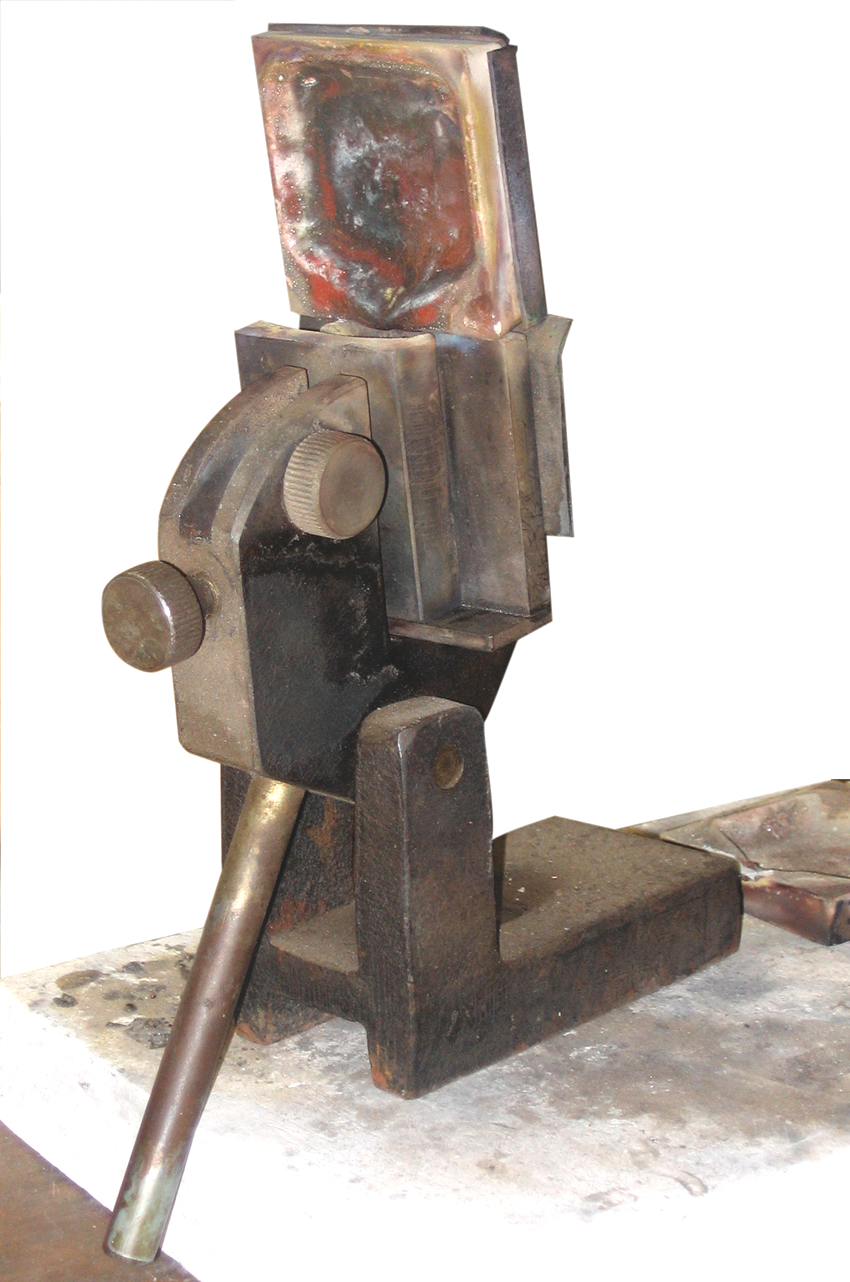
Lingotière à bascule, lingotière et creusets.